# Humilité culturelle
L'humilité culturelle est une posture éthique et stratégique en médecine et dans l'éducation, visant à développer des relations égalitaires entre personnes de différentes cultures.

## Définition
L'humilité culturelle se distingue du concept de compétence interculturelle, car elle ne met pas l'accent sur la connaissance poussée de la culture d'autrui, mais plutôt sur le respect et la flexibilité au sein de la relation. Elle implique la reconnaissance que chacun porte en lui une histoire, une culture et des expériences uniques. Cette approche encourage à remettre en question les stéréotypes culturels, à suspendre les jugements hâtifs et à adopter une posture ouverte à l'apprentissage. L'humilité culturelle consiste à reconnaître que personne ne peut prétendre tout savoir sur une culture, même s'il appartient à celle-ci, et à accepter l'idée que chaque individu a une compréhension limitée des expériences des autres.
Un exemple de cas d'application de l'humilité culturelle est donné par des médecins canadiens : lorsqu'un professionnel de la santé d'un pays riche se déplace dans un pays pauvre pour y travailler dans un hôpital, il est malvenu de sa part de critiquer les pratiques médicales locales au simple motif qu'elles ne correspondent pas à celles de son pays d'origine, car la richesse d'un pays ne détermine pas la justesse de ses pratiques médicales.
Selon Benjamin Pelletier, l'humilité culturelle est un point faible des Français
.

## Formation et sensibilisation
La formation à l'humilité culturelle est proposée par plusieurs institutions comme une forme d'évolution de la formation à la compétence interculturelle, qui a été parfois discréditée à cause d'une inefficacité à promouvoir des relations égalitaires entre professionnels et usagers. Un exemple de modèle de formation à l'humilité culturelle est l'apprentissage par le service (es)
. Un autre exemple est l'art-thérapie.